# 梅肯 (密苏里州)
梅肯（Macon）位于美国密苏里州北部，是梅肯县的县治。
根据2000年美国人口普查，共有5,538人，其中白人占92.78%、非裔美国人占5.36%。